# Nieśmiertelny garnizon
Nieśmiertelny garnizon (ros. Бессмертный гарнизон) – radziecki dramat wojenny z 1956 roku w reżyserii Zachara Agranienki i Eduarda Tisse.

## Opis fabuły
Maj 1945 roku. Radzieccy żołnierze walczą w Berlinie. Gdzieś niedaleko stolicy III Rzeszy radzieckie oddziały pancerne wyzwalają obóz jeniecki z radzieckimi żołnierzami. U bram obozu oczekują na nich uzbrojeni jeńcy pod dowództwem siwobrodego majora, którzy wcześniej opanowali obóz. Po wylewnym powitaniu, przywódca jeńców opowiada dowódcy czołgistów swoje wojenne losy przed niewolą – historię heroicznej obrony twierdzy brzeskiej. Jak się bowiem okazuje tuż przed wybuchem wojny ci dwaj ludzie znali się i służyli w nieodległych garnizonach Brześcia. Major nazwiskiem Baturin bronił twierdzy do samego końca i był jej ostatnim obrońcą schwytanym przez atakujących Niemców, komisarz Kucharkow służący w dywizji mającej wesprzeć obrońców w wypadku ataku, dostał się do niewoli już w pierwszym dniu walk, ale z niej zbiegł. Obydwaj mężczyźni byli przekonani o swojej śmierci.

## Obsada
- Wasilij Markow – Baturin
- Nikołaj Kriuczkow – Kucharkow
- Władimir Jemieljanow – Kondratiew
- Anatolij Czemodurow – Rudenko
- Antonina Bogdanowa – Anna Iwanowna
- Walentina Sierowa – Maria Nikołajewna
- Lidia Sucharewska – Aleksandra Pietrowna
- Ludmiła Naryszkina – Waria
- Nadia Fandikowa – Lenoczka
- Władimir Monachow – Mirzojan
- Gienadij Sajfulin – Kola Baturin
- Feliks Jaworski – Gogoliew
- Aleksandr Michaiłow – Bugorok
- Jewgienij Titierin – niemiecki jeniec
- Jurij Awerin – niemiecki generał

i inni.